# Georg Pletzeneder
Georg Pletzeneder (* 1836; † 12. April 1883 in Neuötting) war ein bayerischer Politiker der Patriotenpartei.

## Werdegang
Pletzeneder war in Neuötting als Besitzer einer Buchdruckerei beheimatet. Dort war er auch Bürgermeister.
1881 wurde er als Abgeordneter in den Bayerischen Landtag gewählt, dessen Mitglied er bis zu seinem Tod blieb.

## Weiterführende Literatur
- Nachruf (StB Bd. 407, S. 11)

| Personendaten    | Personendaten                         |
| ---------------- | ------------------------------------- |
| NAME             | Pletzeneder, Georg                    |
| KURZBESCHREIBUNG | deutscher Politiker (Patriotenpartei) |
| GEBURTSDATUM     | 1836                                  |
| STERBEDATUM      | 12. April 1883                        |
| STERBEORT        | Neuötting                             |